# Reimersbeek
Reimersbeek is een straat in Amsterdam-Zuid, Buitenveldert.

## Geschiedenis en ligging
De straat kreeg haar naam per raadsbesluit van 16 september 1959 toen de wijk Buitenveldert op de tekentafel lag. Ze is daarbij vernoemd naar Kasteel Reijmersbeek.
De straat loopt vanuit het noorden vanaf de Van Boshuizenstraat naar het zuiden; het laatste stuk loopt voor snelverkeer dood op brug 818. Voetgangers en fietsers kunnen met die brug de oversteek nemen naar 't Kleine Loopveld, de Kalfjeslaan en de Amsterdamse gemeentegrens over naar Amstelveen.

## Gebouwen
De huisnummers van de gebouwen loopt op van 1 tot en met 33 (oneven) en 2 tot en met 16 (even). Daar waar de naamgever Kasteel Reijmersbeek een rijksmonument is, kent Reimersbeek in Amsterdam noch gemeentelijk monument noch rijksmonument. Wel is hier een aantal bekende architecten aan het werk geweest, die aan de even zijde een kantoor en geschakelde villa’s neerzette en aan de oneven zijde laagbouwflats.

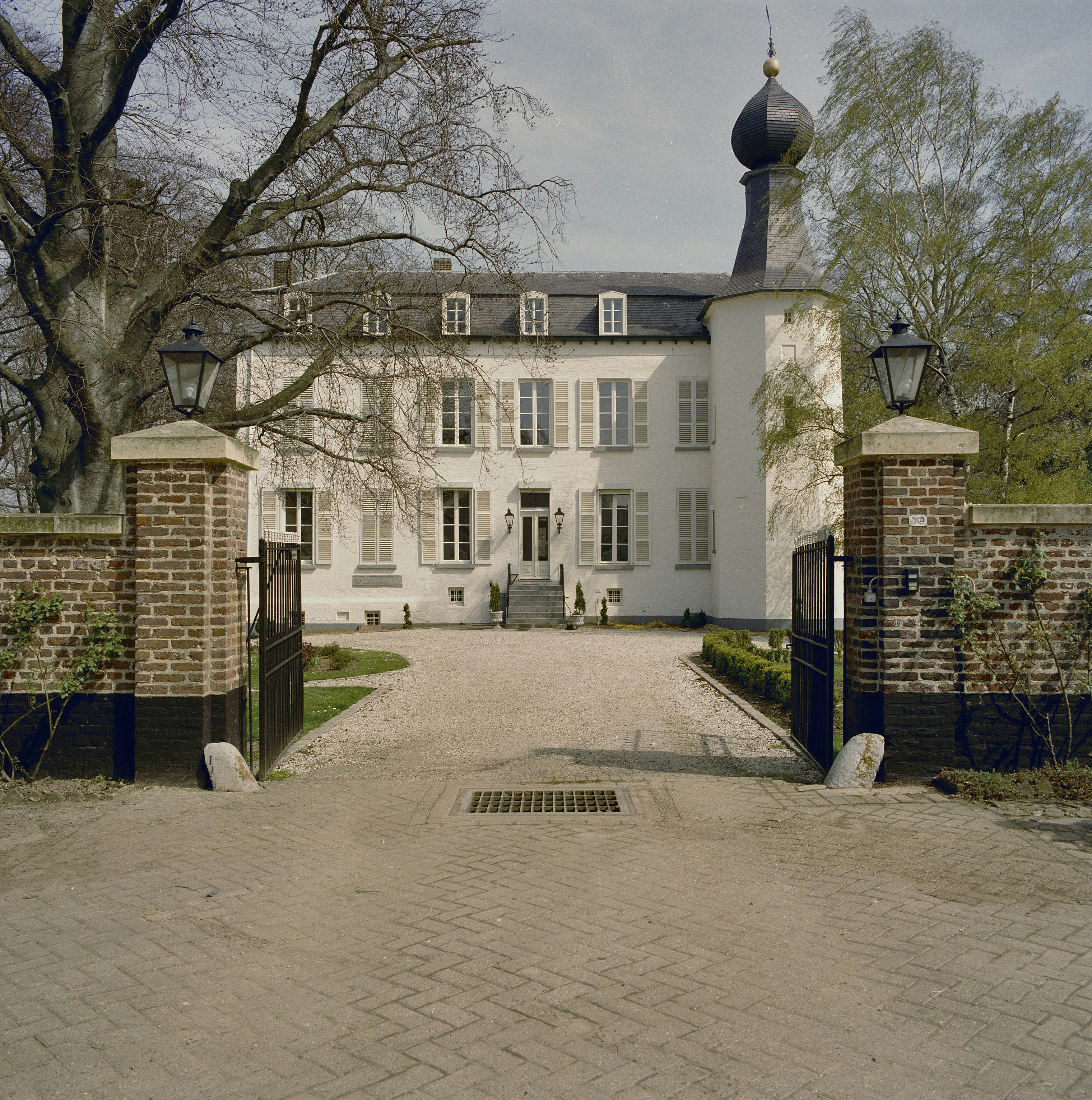
Kasteel Reijmersbeek (1991)

| Object            | Bouwperiode | Omschrijving                                                                                                   | Afbeelding |
| ----------------- | ----------- | --- | ---------- |
| Reimersbeek 1-11  | 1959        | complex ontworpen door Willem Dudok, Rob Magnee, Lucas Göbel en Gerardus. den Hertog                           |            |
| Reimersbeek 13-33 | 1959        | complex ontworpen door Johan Willem Hindrik Cornelis Pot, Koos Pot-Keegstra, Lucas Göbel en Gerardus de Hertog |            |
| Reimersbeek 2-4   | 1973        | kantoorcomplex ontworpen door Piet Zanstra, Ab Gmelig Meyling en Peter de Clercq Zubli                         |            |
| Reimersbeek 6-8   | 1966        | Twee villa’s ontworpen door Wouter van der Kuilen                                                              |            |
| Reimersbeek 10-12 | 1968        | Twee villa’s ontworpen door A. Polak                                                                           |            |
| Reimersbeek 14-16 | 1963        | Twee villa’s ontworpen door Bart Olof van den Berg                                                             |            |

## Busbaan
In 2000 was er een plan voor een busbaan tussen het oostelijk deel van Buitenveldert en Kronenburg ter verkorting van de route van de toenmalige bus 165 (en mogelijk ook 65). De gemeente Amstelveen was hier een groot voorstander van vooral in het belang van de bewoners van de wijk Bankras/Kostverloren die nu per bus een grote omweg moesten maken. Amstelveen werd hierbij gesteund door de gemeente Amsterdam. Hiervoor zou door Reimersbeek een busbaan met bussluis moeten worden aangelegd en hierbij zou de brug moeten worden aangepast of vervangen in verband met het beperkte draagvermogen en ook de volgende brug naar Amstelveen. De bewoners van Reimersbeek waren hier echter fel op tegen vanwege de beperkte ruimte en vrees voor overlast. De busbaan langs de oostkant van Bankras/Kostverloren kwam er wel en werd in 2003 geopend. Frapant hierbij is dat sinds de opheffing van de laatste buslijn hier in 2017 de busbaan niet meer wordt gebruikt. De busbaan en bussluis door Reimersbeek en aanpassing of vervanging van de bruggen hiervoor zijn echter door de protesten van de bewoners en steun van de stadsdeelraad nooit tot stand gekomen.